# 치안정책연구소
치안정책연구소(治安政策硏究所, Police Science Institute)은 경찰대학의 소속기관이다. 2005년 7월 5일 발족하였으며, 충청남도 아산시 신창면 황산길 100-50에 위치하고 있다. 소장은 고위공무원단 나등급에 속하는 일반직공무원 또는 경무관으로 보한다.

## 설치 근거
- 「경찰대학 설치법」 제12조제1항[2]

## 직무
- 치안에 관한 이론 및 정책의 연구
- 치안에 관련되는 국내외 연구기관과의 협조 및 교류
- 치안에 관한 국내외 자료의 조사·정리 및 출판물의 간행
- 통일과 관련한 치안분야의 연구
- 국가안전보장과 관련된 연구
- 「경찰법」 제26조에 따른 연구개발사업의 기획·평가·관리 및 치안과학분야의 시험·조사·분석 등 연구
- 기타 치안에 관한 교육에 관련되는 학술 및 정책의 연구

## 연혁
- 1980년 1월 1일: 경찰대학 소속으로 치안연구소 설치.[3]
- 1988년 10월 20일: 경찰대학 소속으로 공안문제연구소 설치.[4]
- 1994년 5월 4일: 치안연구소 활성화 계획에 의거하여 치안연구소 확대개편.[5]
- 1999년 1월 13일: 청사 준공 이전.
- 2005년 7월 5일: 치안연구소·공안문제연구소를 치안정책연구소로 통합.[6]

## 조직

### 소장
- 기획운영과

치안정책연구부
- 법·정책연구실
- 사회안전·안보연구실
- 생활안전연구실
- 범죄수사연구실

과학기술연구부
- 과학기술연구실

## 같이 보기
- 한국형사정책연구원